# Доктор Фаустус
«До́ктор Фа́устус» — роман Томаса Манна, начатый в 1943 году и опубликованный 4 года спустя с подзаголовком: «Жизнь немецкого композитора Адриана Леверкюна, рассказанная его другом» (Das Leben des deutschen Tonsetzers Adrian Leverkühn, erzählt von einem Freunde). На русский язык переведён Соломоном Аптом и Наталией Ман.

## Содержание
В романе описывается жизнь вымышленного персонажа, Адриана Леверкюна, с раннего детства до скоропостижной смерти. Леверкюн, немец начала XX столетия, преднамеренно строит свою жизнь в соответствии с мифическими мотивами, напоминающими немецкое средневековое моралите о Фаусте, продавшем себя Мефистофелю. В то время как Леверкюн, вдохновляемый демонами, приближается к своему судному дню, немецкое общество берёт политический курс на нацизм.
Описанная в XXII разделе композиторская техника Леверкюна повторяет в редуцированном виде постулаты додекафонной техники австрийского композитора, главы нововенской школы Арнольда Шёнберга. Жизненный путь Леверкюна перекликается с биографиями многих других выдающихся личностей, а в идейном отношении соотносится с судьбой немецкой культуры в целом, как её воспринимал Манн в годы Второй мировой войны.

## Экранизация
В 1982 г. в ФРГ был снят одноимённый фильм (режиссёр, сценарист и продюсер Франц Зайц).